# Carl Maier (Unternehmer)
Carl Maier (auch Karl Maier oder Carl Maier-Frey; * 19. Oktober 1877 in Niedermorschweiler, Elsass; † 4. Juni 1952 in Kilchberg, Kanton Zürich; heimatberechtigt in Schaffhausen) war ein Schweizer Unternehmer und Politiker.
1909 gründete er das Unternehmen Carl Maier & Cie (CMC), Fabrik elektrischer Apparate in Schaffhausen, das 1992 von ABB übernommen wurde.
Maier war zudem Teilhaber und Verwaltungsrat weiterer Unternehmen sowie Gründer und Präsident von mehreren Berufsverbänden. Von 1933 bis 1936 war er Kantonsrat von Schaffhausen für die FDP.
Er war Mitglied der exklusiven Bogenschützengesellschaft und gilt als bedeutendster Industriepionier der Region Schaffhausen in der ersten Hälfte des 20. Jahrhunderts.

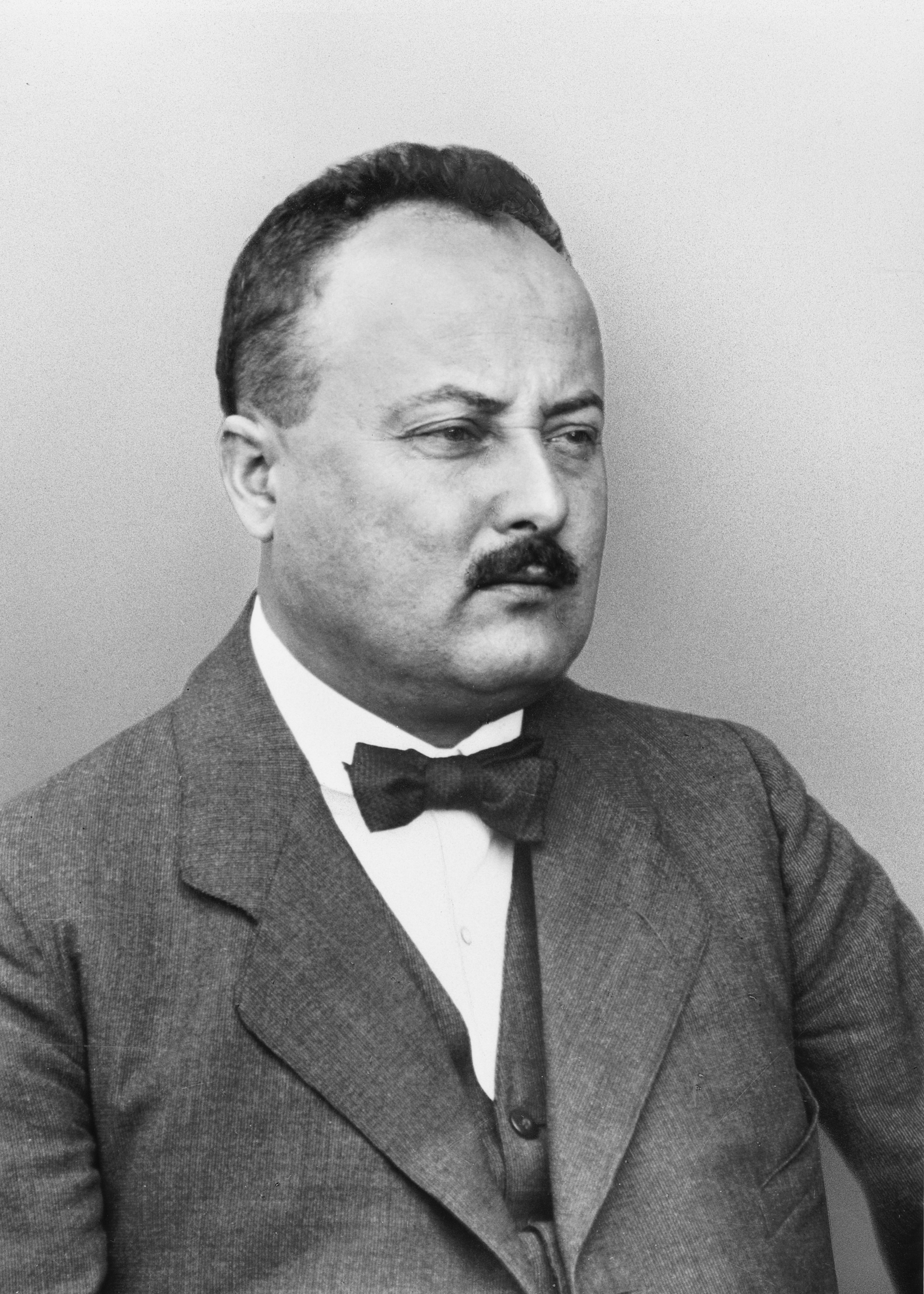
Carl Maier (1919)

## Biografie
Carl Maier wurde als Sohn der Eheleute Christian Albert Maier (1838–1896) und Emma Frey (1843–1931) als drittes Kind geboren. Seine Geschwister waren Amélie (* 1869) und Hedi (auch Hedwig) (1873–1939) und Erwin Maier (1889–1960).

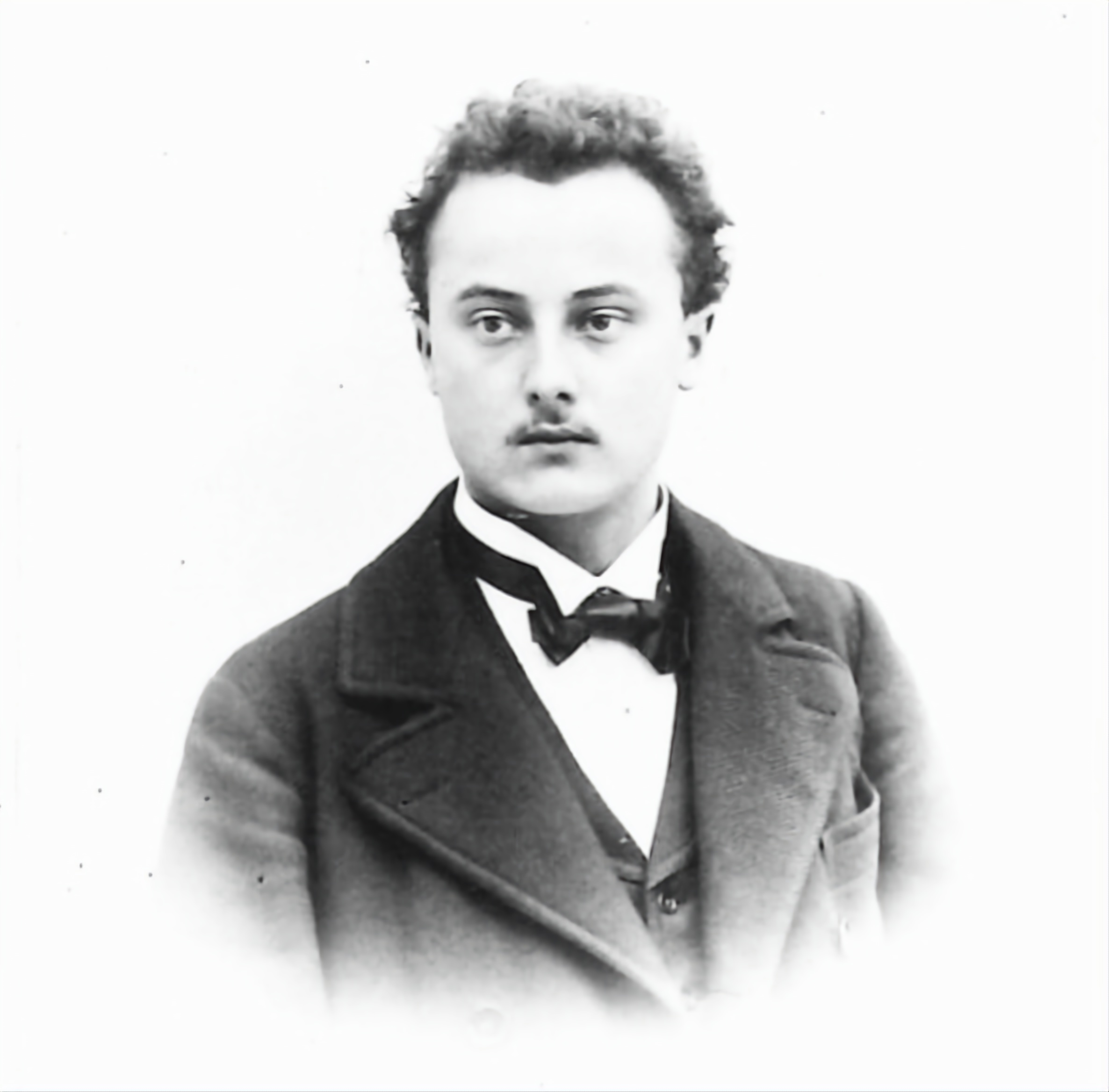
Carl Maier (in jungen Jahren)

Aus der 1911 mit Martha Frey geschlossenen Ehe stammen die Kinder Paul (1912–1995), Charlotte (* 1914), Ernst (* 1918) und Hedwig (1925–2017).
Am 1. November 1909 gründete er das Unternehmen Carl Maier & Cie (CMC), Fabrik elektrischer Apparate in Schaffhausen, das 1992 von ABB übernommen wurde. Neben der Firma CMC engagierte sich Carl Maier noch in weiteren Unternehmen.
Zunächst ist dabei das Sägewerk im Mühlental zu nennen, das sein Vater aufgebaut hatte und das nach dessen Tod von der Witwe Maier-Frey und ihren Kindern übernommen wurde.
Ein weiterer Familienbetrieb, für den Carl Maier Mitverantwortung zu übernehmen hatte, war die in den Mühlenen am Rhein angesiedelte Tuchfabrik, die von J. H. Bek gegründet worden war und bis 1914 von Ernst Bek, dem Ehemann von Carls ältester Schwester, geleitet wurde.
Carl Maiers Leben war stark auf seine unternehmerische Tätigkeit ausgerichtet, die sich neben den drei genannten Firmen noch auf die von Max Brunner-Frey gegründete Coffex AG (Verwaltungsrat seit 1933, VR-Präsident 1940–50) sowie auf verschiedene Verbände erstreckte.
So war er Günder und Präsident des Verbandes schweizerischer Spezialfabriken der Elektrotechnik, Vorstandsmitglied des Vereins schweizerischer Maschinenindustrieller und Mitbegründer der Vereinigung Schaffhauser Industrieller, der heutigen Industrie-Vereinigung Schaffhausen (IVS).
In Ergänzung zu dieser Verbandstätigkeit ist auch ein Ausflug aufs politische Parkett zu nennen. Im Herbst 1932, im Zeichen der heraufziehenden Weltwirtschaftskrise, bewarb sich Maier um einen Sitz im Kantonsrat Schaffhausen. In der noch nach dem Majorzverfahren abgewickelten Wahl erreichte er das Ziel als letztgewählter bürgerlicher Kandidat allerdings nur knapp, und nach einer Amtsperiode wurde er 1936 nicht wiedergewählt.
Von Bedeutung ist auch Carl Maiers frühes Engagement im sozialen Wohnungsbau (Kauf von 18 Wohnungen für Arbeiterfamilien 1918, sein Amt als Präsident der «Gesellschaft zur Erstellung billiger Wohnhäuser», heute Wohnbaugesellschaft Niklausen) sowie die Einrichtung von zwei getrennten Wohlfahrtsfonds für Angestellte und Arbeiter im Jahre 1930. Die Fonds, in die Maier innert 20 Jahren rund eine Million Franken einlegte, konnten später als Grundstock für die paritätischen Pensionskassen genutzt werden.